# Kai Lemberg
Kai Lemberg (født 28. november 1919 i København, død 11. marts 2019 i Ordrup) var en dansk byplanlægger, embedsmand og tidligere generalplanchef i Københavns Kommune (direktør for Plandirektoratet). Han har afgørende præget hovedstadens planlægning i nyere tid og var en flittig debattør i planlægnings- og arkitekturdebatter. Han er internationalt respekteret som en faglig kapacitet.

## Embedsmand i centraladministrationen
Lemberg er søn af direktør John Lemberg (død 1953) og hustru Emma født Bøggild, blev cand.polit. 1945. Kai Lemberg var under den tyske besættelse med til at etablere et illegalt trykkeri. På grund af sin medvirken i modstandskampen var det derfor under et falsk navn, han afsluttede sit studium i 1945.
Han blev samme år ansat som fungerende sekretær i generalsekretariatet for regeringens beskæftigelsesudvalg, dernæst sekretær i Skattedepartementet 1947, 1950 medarbejder i sekretariatet for Arbejdsmarkedskommissionen, 1952 for Samfærdselskommissionen, 1955 Ministeriet for offentlige Arbejders økonomiske konsulent og blev udnævnt til kontorchef 1957.
I 1949 var han fuldmægtig ved Rigsombuddet på Færøerne, 1953-64 Statsministeriets økonomiske konsulent for Færøerne, derpå medlem af det rådgivende udvalg vedr. Færøernes økonomi.

## Karriere som byplanlægger
Han blev kommitteret ved generalplanarbejdet i Stadsingeniørens Direktorat i Københavns Kommune 1965 og var direktør (generalplanchef) for Direktoratet for Københavns Kommunes generalplanlægning fra 1968 til 1987. I sin tid som planchef for landets hovedstad var Lemberg ofte på kant med overborgmestrene Urban Hansen og Egon Weidekamp.
Han har været medlem af bestyrelsen for Dansk Byplanlaboratorium 1952-70, har været medlem af bl.a. Transportforskningsudvalget, Nordisk Transportforskningskomite og landsplanudvalget; formand for Baneplanudvalget; leder af Det trafikøkonomiske Udvalgs sekretariat 1955-66; medarbejder ved Hovedstadskommunernes Samråds trafikudvalg 1960-63; medlem af Egnsplanrådets teknikerudvalg fra 1968; dansk medlem af OECD's Sector Group on the Urban Environment fra 1971, sektorgruppens formand 1973; censor ved instituttet for matematisk statistik og operationsanalyse (ved Danmarks Tekniske Højskole) fra 1969 samt medlem af Øresundsrådets planlægningskomité fra 1972. Han er adjungeret professor ved Roskilde Universitet.
Lemberg har været medarbejder ved Salmonsens Konversationsleksikon og ved Udenrigsministeriets Denmark (fra 1961); forfatter til Målsettingen ved en regionplanlegging, Oslo 1964 og af Pedestrian Streets and Other Motor Vehicle Traffic Restraints in Central Copenhagen, København 1973, medforfatter af Planlægning af Danmark 1966, og af Bymønstret i Oslofjord-området, Oslo 1970. Tidsskriftartikler og dagbladskronikker om trafik- og byplanspørgsmål m.v. og om Færøerne.

## Politisk virke
På den politiske scene har han også været aktiv, hvor han bl.a. har vist sig som en støtte af Fristaden Christiania, medlem af ledelsen af Junibevægelsen og deltager i Grundlovskomiteen 2003 vedr. Irak-krigen. Græsroden Lemberg har ikke været den typiske embedsmand, idet han altid har optrådt åbenmundet og med markante holdninger.
Han blev gift 20. september 1947 med Lis Frydensberg (født 21. december i København). Han boede tidligere i den kendte rækkehusbebyggelse Sundvænget i Hellerup og bor nu på plejehjemmet Holmegårdsparken.

## Forfatterskab
- De store trafikinvesteringer (betænkning, 1961; sammen med Anders Nyvig)
- Planlægning i Norden (1981)
- "Portrætter af Den Onde By - og Den Gode" (SBI-byplanlægning 40: Den gode by. En debatbog; Statens Byggeforskningsinstitut 1981; ISBN 87-563-0415-3; s. 12-25)
- "Skitse til en teori om Den gode by" (SBI-byplanlægning 40: Den gode by. En debatbog; Statens Byggeforskningsinstitut 1981; ISBN 87-563-0415-3; s. 235-249)
- Alli'vel så elsker vi byen (1985)
- (sammen med Martin Lemberg-Pedersen): Græsrod i Magtsystemet: Kai Lembergs erindringer, Roskilde Universitet 2017. ISBN 9788773499900